# Filippo Sega

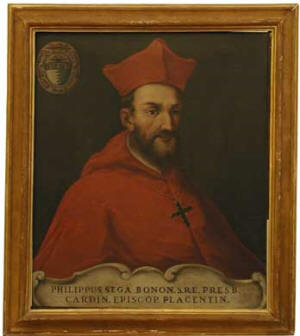
Kardinal Filippo Sega

Filippo Sega (* 22. August 1537 in Bologna; † 29. Mai 1596 in Rom) war katholischer Bischof und ab 1591 Kardinal. Er diente als päpstlicher Diplomat in Flandern, Spanien, Wien, Prag und Frankreich in mehreren wichtigen Gesandtschaften.

## Leben

### Herkunft und frühe Jahre
Sega wurde am 22. August 1537 in Bologna als Sohn einer adeligen Familie geboren, die ursprünglich aus Ravenna stammte. Seine Schwester, Isabella Sega, war die Mutter von Kardinal Girolamo Agucchi und des Diplomaten Giovanni Battista Agucchi, welcher unter Sega zu Beginn seiner Karriere arbeitete.
Er studierte an der Universität Bologna, wo er am 26. September 1560 den Abschluss als Doktor beider Rechte erlangte.
Nach seinem Doktorat wurde er Apostolischer Protonotar. Am 20. September 1566 wurde er Gouverneur von Cesena; am 24. Januar 1569 Gouverneur von Forlì; am 3. März 1571 Gouverneur von Imola, am 15. Dezember 1572 Gouverneur der Romagna und am 1. Januar 1575 der Mark von Ancona.

### Bischof
Am 20. Mai 1575 wurde Sega von Papst Gregor XIII. zum zweiten Bischof von Ripatransone erhoben. Seine Weihe erhielt er am 29. Juni 1575 in der Kathedrale von Osimo von Gabriele del Monte, Bischof von Iesi. Während seines Aufenthaltes in Spanien wurde er am 3. Oktober 1578 zum Bischof von Piacenza erhoben.

### Diplomat
1577 wurde Sega als Sondergesandter zu Juan de Austria in die Grafschaft Flandern entsandt. Seine Mission war es Don Juan bei der Befriedung der spanischen Niederlande, die im Besitz der spanischen Krone waren, zu helfen, den Vormarsch des Protestantismus zu stoppen und heimlich die Expedition zur Eroberung Englands vorzubereiten. Er war nur wenige Monate in Flandern als der päpstliche Nuntius von Spanien, Niccolò Ormaneto, schwer erkrankte und am 23. Februar 1577 starb. Am 1. Juli 1577 befahl eine Depesche des päpstlichen Sekretärs und Neffen des Papstes Kardinal Filippo Guastavillani, Sega als neuen Nuntius nach Spanien und am 8. Juli unterzeichnete Papst Gregor die notwendigen Dokumente. Zwischen dem Papsttum und dem König von Spanien waren zahlreiche Angelegenheiten anhängig, nicht zuletzt die Wahl der neuen Bischöfe für die Diözesen Toledo und Cuenca. Sega war bis zum 30. April 1581 Nuntius in Spanien. Im Dezember 1581 verabschiedete er sich in Lissabon von König Philipp.
Im Frühjahr 1582 war Bischof Sega wieder in seiner Diözese, aber am 20. September 1583 erhielt er einen Brief von Kardinal Guastavillani, in dem er zu einer weiteren Mission nach Spanien berufen wurde. Am 25. segelte er von Genua ab und erreichte Madrid am 11. Oktober. Er sollte König Philipp II. dazu bringen die Liga mit Venedig und dem Papsttum gegen die Türken und das Unternehmen Gregors XIII. gegen England wiederbeleben. Weiters sollte er den König dazu bewegen Prinz Ernst von Bayern zu unterstützen, der zum Erzbischof von Köln gewählt worden war, dem aber der schismatische Ketzer Otto von Truchse und Prinz Kasimir Widerstand leisteten. Am 24. November 1583 erfolgte die spanische Antwort von Kardinal de Granvelle: die Liga wurde abgelehnt; der König war der englischen Expedition verpflichtet, aber die Umstände waren zu dieser Zeit ungünstig; die Katholiken von Köln wurden vom Prinzen von Parma unterstützt, soweit seine Verpflichtungen in den Niederlanden dies ermöglichten, aber in jedem Fall würde der Kurfürst Ernst die Kosten tragen müssen, da der König dies nicht konnte. Bischof Sega verließ den spanischen Hof Ende Januar 1584, erkrankte aber in Barcelona und kam erst im Juni in Italien an. Er war von der Notwendigkeit befreit direkt nach Rom zu reisen, um dem Papst seinen Bericht zu erstatten.
Ein neuer Papst, Sixtus V. (Felice Peretti) wurde am 24. April 1585 gewählt. Zum Programm für sein Papsttum gehörte die Reform des Klerus der Stadt Rom und zu diesem Zweck wählte er am 29. Juli 1585 zwei Bischöfe, die in ihren eigenen Diözesen einen Ruf als Reformer genossen, Giulio Ottinelli von Castro und Filippo Sega von Piacenza. Der Auftrag der „Monsignori Riformatori“ bestand darin, eine offizielle Visitation aller Kirchen und Klöster in Rom durchzuführen; jedes Mitglied des Klerus, das ein Benefizium irgendwelcher Art besaß, wurde aufgefordert, Rechenschaft über sich abzulegen. Es wurden das englische, das deutsche, das griechische und das maronitische Kollegium sowie das römische Seminar und die Lateranbasilika besucht. Jedoch wurde Segas Arbeit unterbrochen, als er erneut in den diplomatischen Dienst gedrängt wurde.
Er diente in Wien als Nuntius des Heiligen Römischen Kaisers Rudolf II. vom 18. Januar 1586 bis zum 28. Mai 1587. Zurück in seiner Diözese organisierte und leitete er eine Diözesansynode, die am 3. Mai 1589 stattfand.
Nach der Ermordung Heinrichs III. von Frankreich am 2. August 1589 durch einen fanatischen Mönch handelte Papst Sixtus blitzschnell und bestellte einen Botschafter beim neuen katholischen König von Frankreich, den Kardinal Charles de Bourbon (Karl X.), und seiner Liga. Der neue Päpstlicher Legat a latere war Kardinal Enrico Caetani, und er wurde von Bischof Filippo Sega mit dem Titel „Nuntius“ begleitet. Die Gesandtschaft mit mehr als 200 Personen verließ Rom am 2. Oktober 1589. Sega wurde am 15. April 1592 nach dem Rückzug Caetanis zum Legaten befördert und diente bis zum 12. März 1594.

### Kardinal
Im päpstlichen Konsistorium vom 18. Dezember 1591 erhob Papst Innozenz IX. Filippe Sega zur Kardinalswürde. Sega hatte dabei die Unterstützung von Wilhelm V., Herzog von Bayern, erhalten. Aufgrund seines Dienstes in Frankreich wurde ihm erst nach seiner Rückkehr drei Jahre später eine Titelkirche zugewiesen, als er am 5. Dezember 1594 den Kardinalshut erhielt und als Kardinalpriester von Sant’Onofrio in Rom installiert wurde. Er nahm nicht am Konklave 1592 teil, welches Papst Clemens VIII. wählte.
Er wurde Präsident der Congregatio Germanica (der Ausschuss für deutsche Angelegenheiten) in der Päpstlichen Kurie 1595. Durch Arbeit und Behelligungen erschöpft, zog er sich jedoch in eine Villa außerhalb der Porta Pinciana oberhalb von Trastevere zurück, wo er starb.
Kardinal Sega starb am 29. Mai 1596 in der Ewigen Stadt und wurde in seiner Titelkirche Sant’Onofrio begraben.